# Arnoul d'Audrehem
Arnoul d'Audrehem, chiamato anche Arnoul d'Audeneham, o Arnoul d'Oudeneham (1302 circa – Saumur, dicembre 1370), è stato un militare francese, maresciallo di Francia dal 1351 al 1368 e portaorifiamma dal 1368 al 1370.

## Biografia
Viene citato in diversi atti del 1332 come "cavaliere del re", il che significava una notevole vicinanza, già in giovane età, alla Corte di Francia e al sovrano stesso.
Fra il 1335 e il 1340 andò più volte a combattere in Scozia al servizio di Davide II di Scozia, per poi riaccompagnarlo in patria il 4 maggio 1341 al ritorno dall'esilio francese. Combatté nel Northumberland, prese parte agli assedi di Newcastle, Durham, Wark on Tweed, dove fece prigioniero il conte di Salisbury.
Rientrato in Francia a metà del 1342, fu nominato capitano del re in Bretagna. Si trovava a Ploërmel quando la città fu presa d'assalto dalle truppe di Edoardo III, e riuscì a stento a sottrarsi alla cattura.
Particolarmente affezionato al figlio del sovrano, Giovanni duca di Normandia, ne ricevette numerosi benefici finanziari, e si trovava con questi a combattere in Aquitania quando la notizia della disfatta di Crecy lo richiamò nel nord.
Ebbe parte all'Assedio di Calais, vi fu catturato e portato prigioniero in Inghilterra dove rimase un anno e mezzo per essere infine rilasciato dopo il pagamento di un riscatto.
Capitano generale della contea di Angoulême nel 1349 succedendo a Guy II de Nesle, alla morte di Édouard de Beaujeu fu nominato maresciallo di Francia (estate 1351), ricevendo dal sovrano le terre di Wassigny, vicino Guise.
Fu nominato (lettera del 6 marzo 1351) luogotenente generale del re in Poitou, Saintonge, Limosino, Angoumois, Périgord, e in tutte le terre fra la Loira e la Dordogna.
L'anno seguente divenne luogotenente della Bretagna e della Normandia, dove dovette arginare le bande armate al soldo degli inglesi.
Nell'agosto 1354 accompagnò il sovrano, con 40 dei suoi uomini, nel viaggio che Giovanni II fece a Reims; nel settembre successivo divenne luogotenente dell'Angiò e del Maine, quindi del Boulonnais, dell'Artois e della Piccardia (1º gennaio 1355).
Accompagnò nuovamente il sovrano in Artois per sedare la rivolta scoppiata ad Arras contro l'imposta sul sale, e ancora a Rouen per stroncare il complotto ordito da Carlo II di Navarra.
Cadde prigioniero degli inglesi nel 1356 alla battaglia di Poitiers; ben lungi dallo scontare una vera e propria prigionia, fu libero di viaggiare in Inghilterra e anche in Francia, e il sovrano lo utilizzò come negoziatore per mettere a punto la successiva tregua di Bordeaux, e i trattati di Londra e di Brétigny.
Al ritorno in Francia fu ammesso al Gran Consiglio del re, con lettera del 4 novembre 1360. Nel dicembre andò in Linguadoca a prestare aiuto al connestabile Robert de Fiennes: nella regione numerose compagnie armate, licenziate dal re d'Inghilterra dopo la conclusione della pace, scorrazzavano dandosi al saccheggio e minacciando persino il Papa ad Avignone; la situazione era ulteriormente complicata dall'epidemia di peste e dalla presenza delle indisciplinate truppe del conte Enrico di Castiglia, che aveva dovuto lasciare la Spagna. Nel corso di alcuni anni, tra il 1362 ed il 1365, d'Audrehem riuscì con mano ferma a riconquistare alla Corona numerosi castelli e fortezze in Linguadoca e Gévaudan.
Per liberare definitivamente la Linguadoca dalle bande armate, le assoldò al servizio di Enrico di Castiglia, e all'inizio del 1366 le guidò in Spagna con Bertrand du Guesclin contro Pietro I. Combatté a Magallón, Briviesca, Siviglia.
Dopo una breve parentesi in Francia tornò in Spagna con du Guesclin e 10 000 uomini, poiché nel frattempo era ripresa la sollevazione contro Enrico sostenuta dalle truppe di Edoardo il Principe Nero (80 000 uomini). Senza ascoltare i consigli degli alleati francesi Enrico, istigato dalla nobiltà spagnola, volle attaccare gli anglo-castigliani; alla battaglia di Nájera la superiorità numerica franco-spagnola non valse contro le tattiche avversarie, e sia d'Audrehem che du Guesclin furono fatti prigionieri.
Liberato l'anno successivo, d'Audrehem raggiunse il duca d'Angiò in Provenza, dove fu posta sotto assedio Tarascona (presa poi con l'astuzia il 4 marzo). Sempre nel 1368 lasciò la carica di maresciallo e fu nominato portaorifiamma.
Il 2 ottobre 1370 ricevette la nomina a connestabile. Nel mese di novembre si mise nuovamente in marcia per la Spagna, inviato a richiamare in patria du Guesclin; sulla via verso Parigi prese parte attiva, nonostante l'età avanzata, alla battaglia di Pontvallain, l'11 dicembre; morì a Saumur alla fine dello stesso mese e fu sepolto nell'Abbazia di Saint-Denis.

## Discendenza
Sposò Jeanne de Walaincourt, da cui non ebbe figli.

Suo erede fu il nipote, Jean de Neufville, il quale esercitò temporaneamente, in grazia di una lettera del Delfino (re Giovanni II era anch'egli prigioniero) del 21 ottobre 1356, la carica di maresciallo durante la prigionia dello zio, il che lo ha erroneamente fatto includere da alcuni storici nelle liste dei marescialli.